# Oltar San Giobbe
Oltarna slika San Giobbe (ital. Pala di San Giobbe) je oljna slika na tabli italijanskega renesančnega mojstra Giovannija Bellinija iz leta ok. 1487. Navdihnjena z izbruhom kuge leta 1485, je ta slika sacra conversazione edinstvena po tem, da je bil ta del zasnovan in situ z okoliško arhitekturo cerkve (prva za Bellinija) in je bila takrat ena največjih sacra conversazione slik. Čeprav je bila prvotno v cerkvi San Giobbe v Benetkah, je zdaj, potem ko jo je ukradel Napoleon Bonaparte, v beneški Gallerie dell'Accademia.

## Zgodovina

### Oblikovanje
Tik pred letom 1478 je bil neznani posameznik iz Scuola di San Giobbe po naročilu Giovannija Bellinija poslikati oltarno ploščo, ki naj bi jo postavili nasproti kapele Martini kmalu posvečene cerkve San Giobbe. Fratri in sestre hospica San Giobbe so ustanovili Scuola di San Giobbe in stari Jobov posvečeni oratorij, posvečen Jobu, zamenjali z novo cerkvijo, posvečeno sv. Jobu in sv. Bernardinu. To je močno namigoval bratovščin pokrovitelj, dož Cristoforo Moro. Ta oltarna slika je prva, ko je Bellini uporabil koncept ustvarjanja iluzornega prostora za nastanitev sacra conversazione, ki se zdi, kot da je podaljšek same cerkvene arhitekture, in častil sv. Joba s položajem, ki je najbližji otroku Jezusu. Slika je bila zasnovana in situ za vključitev arhitekture cerkve San Giobbe; loki znotraj slike se perspektivno ujemajo in oblikujejo marmorne oboke cerkve, ki uokvirjajo sliko. Ker cerkev San Giobbe ni imela dveh kapel, le kapelo Martini in prazen prostor nasproti kapele, je bila oltarna poslikava namenjena ustvariti prostor, ki bi iluzionistično uravnotežil cerkev z "dvema" kapelama na obeh straneh. Zato naj bi velikost dela in podroben vizualni opis perspektive v fiktivnem prostoru služil kot druga kapela, perspektiva pa skupaj s podobnimi okvirji znotraj slike in okoli slike daje to ustrezno iluzijo.
Dejanski pokrovitelj slike ni znan, čeprav se domneva, da je bil pokrovitelj član Scuola di San Giobbe. O tej domnevi se trenutno razpravlja, saj bi velikost in podrobnosti te slike upravičili veliko denarno odškodnino Giovanniju Belliniju, kar bi bilo težko za tako majhno cerkev. Ena od hipotez je, da je sliko naročil Cristoforo Moro, ki je tudi pokrovitelj cerkve in vplival na njeno ponovno posvečenje tako svetemu Jobu kot svetemu Bernardinu.
Delo, čeprav nima besedilnega dokaza o točnem datumu dokončanja, je bilo zapisano, da je bilo dokončano v novo posvečeni cerkvi San Giobbe leta 1493. Beneški učenjak Marcus Antonio je o delu v dokončani obliki pisal v svojem De Venetae Urbis Situ (Pisni vodnik po Benetkah), beneški zgodovinar Marin Sanudo pa je komentar o lepoti tega dela vključil v seznam beneških svetišč, oba napisana leta 1493, s čimer je to leto označilo najnovejši možni datum dokončanja.
Čeprav je bil kurzivni podpis Giovannija Bellinija vprašljiv in so ga pogosto uporabljali imitatorji, je to delo splošno sprejeto kot Bellinijevo. Njegov podpis je na plošči tik pod nogami srednjega angela glasbenika in je v poševni obliki Ioannes Bellinus, ki so ga posnemalci redko uporabljali.

### Poreklo
Oltarna slika je v cerkvi San Giobbe ostala do leta 1814–1818 , dokler Napoleon Bonaparte med svojim pohodom po Benetkah ni ukradel tega dela skupaj s številnimi drugimi. Sčasoma so ga vrnili v izvorno mesto, vendar so ga predali Galleria dell'Accademia v Benetkah, kjer je prikazana z drugimi oltarji iz cerkve San Giobbe.

## Kompozicija

### Figure
V središču sta Marija in otrok, ki sedi nad več drugimi verskimi osebnostmi. Pod osrednjimi figurami so trije angeli, od katerih vsak igra na glasbilo. Svetniki ob prestolu si stojijo nasproti, tako fizično kot zgodovinsko. Na skrajni levi strani gledalca (desno od Marije in otroka) je sveti Frančišek, desno od njega je Janez Krstnik, na najpomembnejšem položaju in naslovni figuri oltarne cerkve pa je sveti Job. Tik desno od prestola (levo od Marije in otroka) so sveti Boštjan, sveti Dominik, najbolj desno je frančiškanski škof sveti Ludvik Toulouški.
Job je bradat in nosi samo moški sramni predpasnik, nasproti mu stoji mladostna, dolgodlaka, čisto obrita figura v svetem Boštjanu. Sveti Boštjan, ki je prav tako oblečen samo v moški sramni predpasnik, ima v telesu dve puščici, ki se nanašata na njegovo mučeništvo. Vendar ni krvav ali v agoniji, ampak je precej čist in miren, ko gleda na otroka Jezusa. Sveti Dominik je postavljen z verskim besedilom v rokah in je čisto oblečen, zdi se, da je studiozen, tudi če je postavljen pred Marijo in otroka. Njemu nasproti stoji Janez Krstnik, neurejena figura, neobrit in strmi v Jezusa. Ludvik kaže versko obleko svojega visokega položaja in predstavlja religioznost Cerkve. Frančišek, ki v nasprotju z drugimi liki ne gleda na otroka, ampak na gledalca, in pritegne gledalca v prizor in pozdravi.
Kot pribežališče za cerkev San Giobbe, ki je svojega starega zavetnika Joba preselila na nižji položaj, je Bellini v tem delu častil svetega Joba, tako da ga je postavil ne le v položaj, ki je najbližji materi in otroku, ampak ga je tudi počastil z vključitvijo sklicevanje na baziliko svetega Marka v Benetkah prek obokanega stropa.
Zelo malo Bellinijevih del z Marijo in otrokom vključuje celopostavne svetnike, ki obkrožajo prestol. Oltarna slika San Giobbe deli to kakovost skupaj s triptihom Pala di Pesaro, triptihom Priuli ter oltarjem sv. Zaharije.

### Prizorišče
Nad Marijo in otrokom je kasetiran obokan strop, ki je arhitekturna referenca bazilike svetega Marka. Bellini ustvari izmišljeno kapelo v cerkvi San Giobbe, hkrati pa združuje figure, ki nikoli niso bile skupaj v enem prostoru. Ustvarja tudi izmišljen prostor v smislu arhitekture, z mavčnimi stebri, ki uokvirjajo kos, in vzporednimi strukturami iz bazilike svetega Marka. Ta tehnika postavljanja svetih figur kot takih v izmišljeni prostor je bila nova v beneški umetnosti, tehnika, ki jo bodo bodoči beneški umetniki pogosto ponavljali.
Slike, ki so bile skupne takratnemu žanru, so vsebovale neko obliko neba ali pa so bile postavljene v strukturo, ki je nekako odprta za zunanji svet. Za razliko od vseh njegovih drugih sacra conversazione slik, je oltar San Giobbe edinstven po tem, da se dogaja v notranjem prostoru, saj je bil namenjen nadomestitvi pomanjkanja druge kapele v cerkvi San Giobbe nasproti kapele Martini.
Zgornji del ima perspektivni kasetiran strop, obdan s stebri, ki so kopije pravih na prvotnem oltarju. Za Marijo je temna niša. V njegovi pol kupoli je pozlačen mozaični okras v beneškem slogu.
Ta oltarna slika je primer pala oltarja ali oltarja z eno ploščo, tehnike, ki jo je v Benetke prvič predstavil Bellini, nanjo pa je močno vplival Antonello da Messina.

### Geometrija
V času renesanse so bili trikotniki pomemben simbol božanskega. Mnogi umetniki v poznem 15. stoletju so v svoje podobe vključili trikotne kompozicije. To je povezalo trikotnike z božanskim in je bilo pogosto nekakšen zemljevid Svete Trojice. Asimetrija v tem primeru ustvarja kontrast s figurami na nasprotnih straneh, trikotnike pa lahko najdemo s temi različnimi skupinami.
Figure so po navpični sredinski črti tudi nasprotne po simetriji. Starejši sveti Job stoji nasproti mladostnega svetega Boštjana, divji Janez Krstnik je nasproti ukročenega in studioznega svetega Dominika, bujna obleka svetega Ludvika pa nasprotuje navadnim oblekam svetega Frančiška.

## Simboli

### Sacra conversazione
Oltarna slika je sacra conversazione, umetnina, ki združuje svete figure od nekdaj na enem mestu, obdaja Devico in Jezusa, pogosto z angeli v bližini, ki predvajajo glasbo. Ena razlika med Bellinijevim sacra conversazione in drugimi je v tem, da se zdi, kot da figure medsebojno delujejo. Angeli gledajo v svetega Joba, sveti Job gleda v Devico, sveti Frančišek na levi razbija četrto steno slike in vabi občinstvo v izmišljeni prizor. V primerjavi z drugimi svetimi pogovori, na primer oltarn San Marco, triptihom Pala di Pesaro in oltarjem sv. Zaharije, oltar San Giobbe ni le veliko večji in prikazuje celopostavne like v prizoru, ampak je tudi v notranji prostor, ki je bil takrat v beneških delih zelo redek, kar je pogosto vključevalo odprto nebo ali zračen občutek v ozadju. 

### Sveti namig
Več kosov na sliki kaže na krepitev brezmadežne narave Device Matere. Njena roka v položaju oznanjenja in latinske fraze zgoraj na obokanem stropu se glasi Ave Virginei Flos Intemerate Pudoris, grobo prevedeno v »Pozdravljena, brezdežna cvetica deviške skromnosti«. Frančišek, ki vabi gledalca, svojo svetost prikazuje tudi s svojimi stigmami
Natančnost angelskih glasbenikov pri nogah Matere in otroka je dobro prikazana v ustrezni tehniki godal. Eden preučuje svojo desno roko, ki brenka po lutnji, druga dva gledata proti svetemu Jobu, ki stoji poleg njiju, kar je povezava, ki je predlagala povezavo med svetim Jobom in glasbo. Tudi same lutnje so natančne po gradnji, pri čemer se rožnati kos na sliki ujema s tistimi iz resničnih okraskov v tistem času.

### Priklic svetnikov
Kuga leta 1485 je na slikarstvo močno vplivala z vključitvijo sv. Boštjana in njegovega nasprotnika, svetega Joba. Puščica na strani svetega Boštjana simbolizira kugo, njegova prisotnost na sliki pa bi bila priklic, uporabljen kot odgovor na kugo, ki je takrat prizadela Benetke. Sveti Job simbolizira trpljenje zaradi svoje kugi podobne bolezni, pri kateri se opira na svojo vero, da bo zdržal. Ne samo, da sta bila sv. Boštjana in sv. Job povezana s trpljenjem in bolečino, ampak je bila Scuola di San Giobbe prvotno hospic, ki je bil zgrajen kot odgovor na kugo, zato predstavitev teh svetnikov in njihova vera daje upanje bolnikom.